# E il vento disperse la nebbia
E il vento disperse la nebbia (All Fall Down) è un film del 1962 diretto dal regista John Frankenheimer.

## Trama
Clinton Willart rivede il fratello maggiore, Berry-Berry, da un anno assente da casa e finito in carcere per aver picchiato violentemente una donna. Clinton gli paga la cauzione, ma appena fuori Berry-Berry riprende la sua vita da vagabondo. Il giovane Willart torna a casa dai genitori, Ralph e Annabel, che adora in maniera ossessiva il figlio maggiore. Nel frattempo giunge dai Willart, per un breve soggiorno, la bionda Echo, figlia di un'amica di Annabel. La notte di natale Berry-Berry torna a casa per la gioia della madre e subito è attratto dalla giovane ospite. Tutti sono convinti che Berry-Berry sia cambiato, ma, dopo aver messo incinta Echo, la abbandona ad un tragico destino.

## Riconoscimenti
- National Board of Review Awards 1962
  - Miglior attrice non protagonista (Angela Lansbury)